# (26254) 1998 QE57
(26254) 1998 QE57 est un astéroïde de la ceinture principale d'astéroïdes découvert en 1998.

## Description
(26254) 1998 QE57 a été découvert le 30 août 1998 à l'observatoire de Kitt Peak, situé dans l'Arizona (États-Unis), par le projet Spacewatch de l’université de l'Arizona.

### Caractéristiques orbitales
L'orbite de cet astéroïde est caractérisée par un demi-grand axe de 2,29 UA, un périhélie de 1,96 UA, une excentricité de 0,15 et une inclinaison de 4,87° par rapport à l'écliptique. Du fait de ces caractéristiques, à savoir un demi-grand axe compris entre 2 et 3,2 UA et un périhélie supérieur à 1,666 UA, il est classé, selon la JPL Small-Body Database, comme objet de la ceinture principale d'astéroïdes.

### Caractéristiques physiques
(26254) 1998 QE57 a une magnitude absolue (H) de 15,0 et un albédo estimé à 0,389.